# Комазеці
Комазеці (хорв. Komazeci) — населений пункт у Хорватії, у Задарській жупанії у складі міста Оброваць.

## Населення
Населення за даними перепису 2011 року становило 42 осіб.
Динаміка чисельності населення поселення:

## Клімат
Середня річна температура становить 13,67 °C, середня максимальна – 28,17 °C, а середня мінімальна – -0,60 °C. Середня річна кількість опадів – 926 мм.
| Клімат поселення                              | Клімат поселення | Клімат поселення | Клімат поселення | Клімат поселення | Клімат поселення | Клімат поселення | Клімат поселення | Клімат поселення | Клімат поселення | Клімат поселення | Клімат поселення | Клімат поселення | Клімат поселення |
| Показник                                      | Січ.             | Лют.             | Бер.             | Квіт.            | Трав.            | Черв.            | Лип.             | Серп.            | Вер.             | Жовт.            | Лист.            | Груд.            |                  |
| Середній максимум, °C                         | 9,46             | 10,70            | 13,71            | 17,10            | 21,79            | 25,57            | 28,17            | 27,79            | 23,51            | 18,74            | 13,30            | 10,14            |                  |
| Середня температура, °C                       | 4,44             | 5,68             | 8,68             | 12,08            | 16,76            | 20,53            | 23,88            | 23,50            | 19,21            | 14,44            | 9,02             | 5,84             |                  |
| Середній мінімум, °C                          | −0,6             | 0,64             | 3,66             | 7,04             | 11,73            | 15,50            | 19,58            | 19,21            | 14,93            | 10,16            | 4,72             | 1,56             |                  |
| Норма опадів, мм                              | 75               | 69               | 74               | 81               | 71               | 65               | 44               | 56               | 92               | 98               | 110              | 91               |                  |
| Середньомісячна швидкість вітру, м/с          | 1.88             | 2.06             | 2.31             | 2.27             | 2.01             | 1.83             | 1.85             | 1.69             | 1.77             | 1.79             | 2.12             | 2.08             |                  |
| Середньомісячна сонячна радіація, кДж/м²·день | 5032             | 7731             | 11373            | 16060            | 20054            | 22416            | 24026            | 21130            | 15559            | 9976             | 5437             | 4303             |                  |
| --------------------------------------------- | ---------------- | ---------------- | ---------------- | ---------------- | ---------------- | ---------------- | ---------------- | ---------------- | ---------------- | ---------------- | ---------------- | ---------------- | ---------------- |
| Джерело:                                      |                  |                  |                  |                  |                  |                  |                  |                  |                  |                  |                  |                  |                  |